# 光善寺 (朝霞市)
光善寺（こうぜんじ）は、埼玉県朝霞市にある真言宗智山派の寺院。

## 歴史
創建年代は不明である。ただ江戸時代後期の地誌『新編武蔵風土記稿』に掲載されていることから、少なくとも江戸時代後期には既に存在していたものと推測される。そして風土記稿が編まれた時点（19世紀初頭）で既に無住（住職不在）になっており、近くの泉蔵寺が管理していた。また、当寺の墓地には当寺の檀家だけでなく、なぜか同市岡の東圓寺檀家の墓もある。
当寺の宗務上・法律上の管理者は泉蔵寺であるが、日常の管理については、檀家によって組織される「世話人」が行っている。世話人は墓地の清掃や墓地の管理費を檀家から徴収して泉蔵寺に渡すなどの業務を行っている。

## 交通アクセス
- 路線バス溝沼坂下停留所より徒歩2分。